# 플레이스토아낙스
플레이스토아낙스(고대 그리스어: Πλειστοάναξ, 라틴어: Pleistoanax, 재위 : 기원전 458년 ~ 기원전 445년, 기원전 428년 ~ 기원전 409년)는 스파르타 아기아다이 왕조의 왕이다.

## 생애
플레이스토아낙스는 제2차 그리스-페르시아 전쟁의 플라타이아 전투에서 페르시아 군을 물리친 왕족인 파우사니아스 장군의 아들이다. 플레이스토아낙스는 어려서 왕위를 이어받아 어릴 때는 왕족인 니코메데스의 섭정 및 후견을 받았다.
플레이스토아낙스는 아테네와 제1차 펠로폰네소스 전쟁을 치뤘지만, 다른 한편으로 평화를 갈망하고 있었다. 그래서 그는 에우보이아와 메가라가 아테네에 반란을 일으켰을 때 기원전 446년에 펠로폰네소스 군을 이끌고 아티카를 침공했지만, 이듬해에는 철수를 했다. 당시 플레이스토아낙스는 청소년이었기 때문에 그 보좌하기 위해 클레안드리데스가 동행했지만, 클레안드리데스는 페리클레스에게 매수되었고, 그 결과 스파르타 군은 철수했다. 이 사건으로 클레안드리데스는 사형을 선고받았지만 도망을 갔고, 왕은 지불이 불가능할 정도의 벌금을 부과 받고 그것을 지불하지 못해 추방당했다.
기원전 428년, 플레이스토아낙스는 소환되었고, 무녀를 매수했다는 의혹을 갖게 하면서도 델포이의 신탁의 조언에 따라 다시 왕위에 올라 19년간 군림했다. 펠로폰네소스 전쟁 때는 기원전 421년 〈니키아스 화약〉 체결에 진력했다. 정적들은 여전히 과거의 실패를 비난했지만, 그들을 니키아스 화약의 공적이라고 몰아붙이며 맞섰다.
기원전 421년, 플레이스토아낙스는 아르카디아의 팔라시오스의 친 스파르타 파의 요청에 따라 군대를 보내 팔라시오스의 종주국인 만티네이아와 싸워 물리쳤고, 팔라시오스를 만티네이아에서 분리시키고 귀국했다.
플레이스토아낙스는 기원전 409년에 사망하고 아들인 파우사니아스 1세가 왕위에 올랐다.